# Grote of Sint-Michaëlskerk (Zwolle)

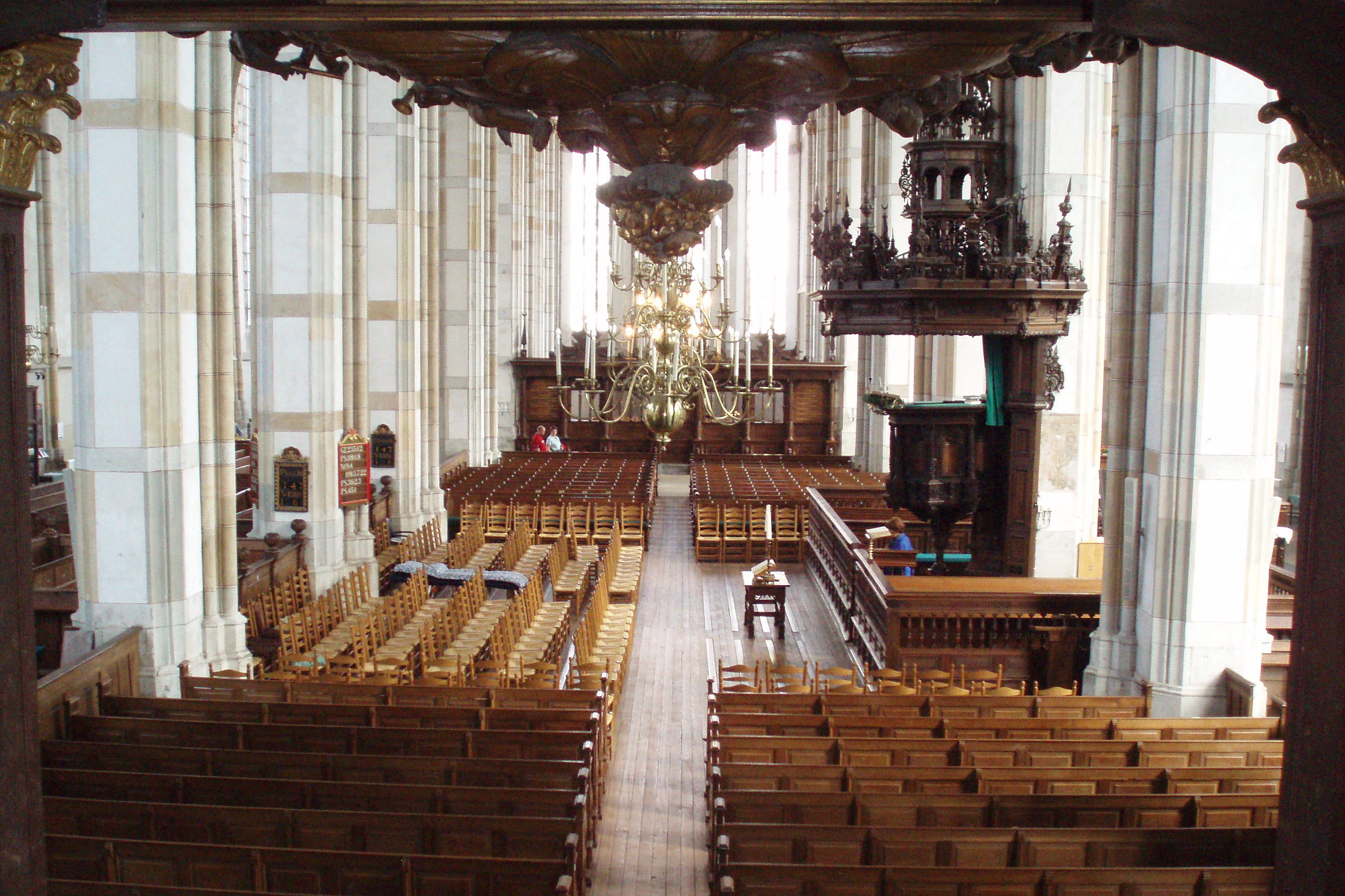
Interieur

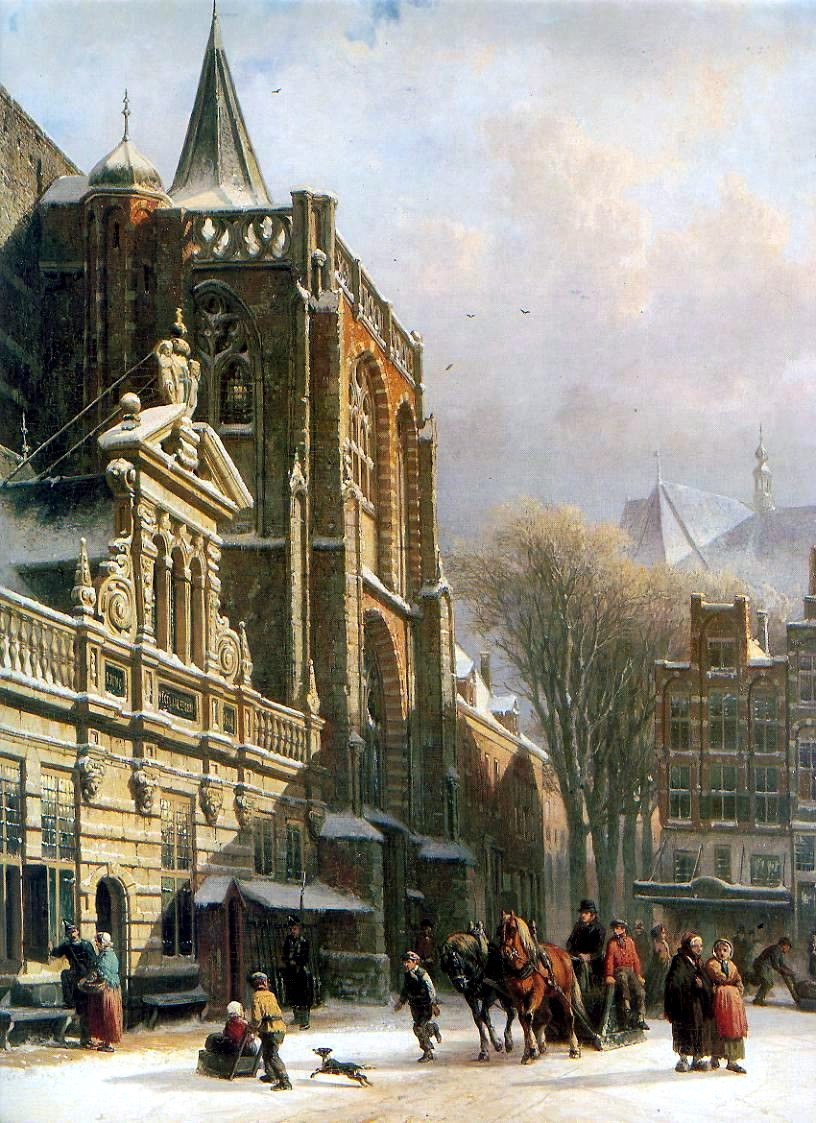
De kerk op een werk van Cornelis Springer (1862)

De Grote of Sint-Michaëlskerk is een kerk aan de Grote Markt in de Overijsselse hoofdstad Zwolle.
De schutspatroon en beschermengel van de kerk is de aartsengel Michaël, de bestrijder van de draak (Openbaring van Johannes 12:7). Een beeld van de engel staat op het dak van het voorportaal. Op de rooms-katholieke begraafplaats aan de Bisschop Willebrandlaan bevindt zich een kapel uit 1883 die ook aan de aartsengel is gewijd.

## Geschiedenis
De huidige kerk is in de periode 1406-1466 gebouwd op de plek waar eerst een kleinere romaanse kerk stond die van vóór 1040 stamde. In de loop der tijd is de kerk verbouwd tot een driebeukige hallenkerk in de stijl van de Nederrijnse gotiek.
In december 1578 werd de kerk gevorderd voor de protestantse eredienst en enige tijd later werd ze officieel als Grote Kerk toegewezen aan de Nederduits Gereformeerde Kerk.
Door diverse blikseminslagen in respectievelijk 1548, 1606 en 1669 was de toren zeer verzwakt. Op 17 december 1682 stortte hij ten slotte in. Zwolle verloor daarmee de destijds hoogste toren van het land. Deze was tussen de 115 en 120 meter hoog. Hiermee was deze hoger dan de Utrechtse Domtoren (112,5 meter). 
Het proces van aftakeling tussen 1669 en 1682 werd op doek vastgelegd door de Zwolse stadsschilder Jan Grasdorp.
Op de plaats van de toren werd in 1686 een achtzijdige consistoriekamer gebouwd. Ook het orgel was vernield en pas in 1721 werd een nieuw orgel geplaatst in de kerk.

## Interieur
Bezienswaardig is het vierklaviers orgel, dat werd ontworpen door de beroemde Noord-Duitse orgelbouwer Arp Schnitger. Het werd gebouwd door zijn zoons Franz Caspar en Johann Georg Schnitger. Het was gereed op 30 september 1721. Het heeft 64 registers, verdeeld over hoofdwerk, borstwerk, rugwerk, onderwerk en een niet door Schnitger gemaakt vrij pedaal. De kas  is gemaakt door Jurriaan Westermann, een Amsterdamse bouwmeester. Een omvangrijke restauratie door Flentrop Orgelbouw kwam in 1956 gereed.
Een andere bezienswaardigheid is de preekstoel van de hand van Adam Straesz (tussen 1617 en 1622).
De grafstenen in de kerk zijn van de rijken en voornamen. De burgers werden op het huidige Grote Kerkplein begraven. In de kerk bevinden zich de graven van Gerard Terborch, Aleida Greve en Frans Caspar Schnitger.
In 2005 werden in de Sint-Michaëlskerk bij werkzaamheden voor de aanleg van een cv-systeem in het hoogkoorgedeelte zes grafkelders aangetroffen. De gemetselde kelders lagen allemaal in oost-westrichting, ze waren ingebed in het zand en ongeschonden. Enkele uit de 17e en 18e eeuw stammende kelders bevatten nog loden kisten. De kelders zijn niet eerder beschreven, maar uit inscripties in andere grafzerken elders in de kerk kan opgemaakt worden dat het zeker niet de enige kelders in de kerk zijn.

## Restauratie
In 2020 is er een grondige restauratie van de Grote Kerk van start gegaan. De laatste restauratie dateerde uit 1880. 
Tijdens archeologisch onderzoek is een muur van de romaanse voorganger van de Grote Kerk ontdekt. Uit oude geschriften van de bisschop van Utrecht blijkt dat deze romaanse kerk vóór het jaar 1040 gebouwd is. 
Sindsdien wordt de Sint-Michaëlskerk het Academiehuis genoemd. 

## Bijzonderheden
- Op 30 augustus 1766 werd in de kerk een receptie gehouden voor Willem V van Oranje-Nassau toen die de stad bezocht.
- Op 30 september 1988 werd de gezamenlijke Nederlandse viering van het Millennium der Russisch-Orthodoxe Kerk gevierd in de Grote Kerk, in aanwezigheid van koningin Beatrix en vertegenwoordigers van vele kerkgenootschappen.

## Fotogalerij

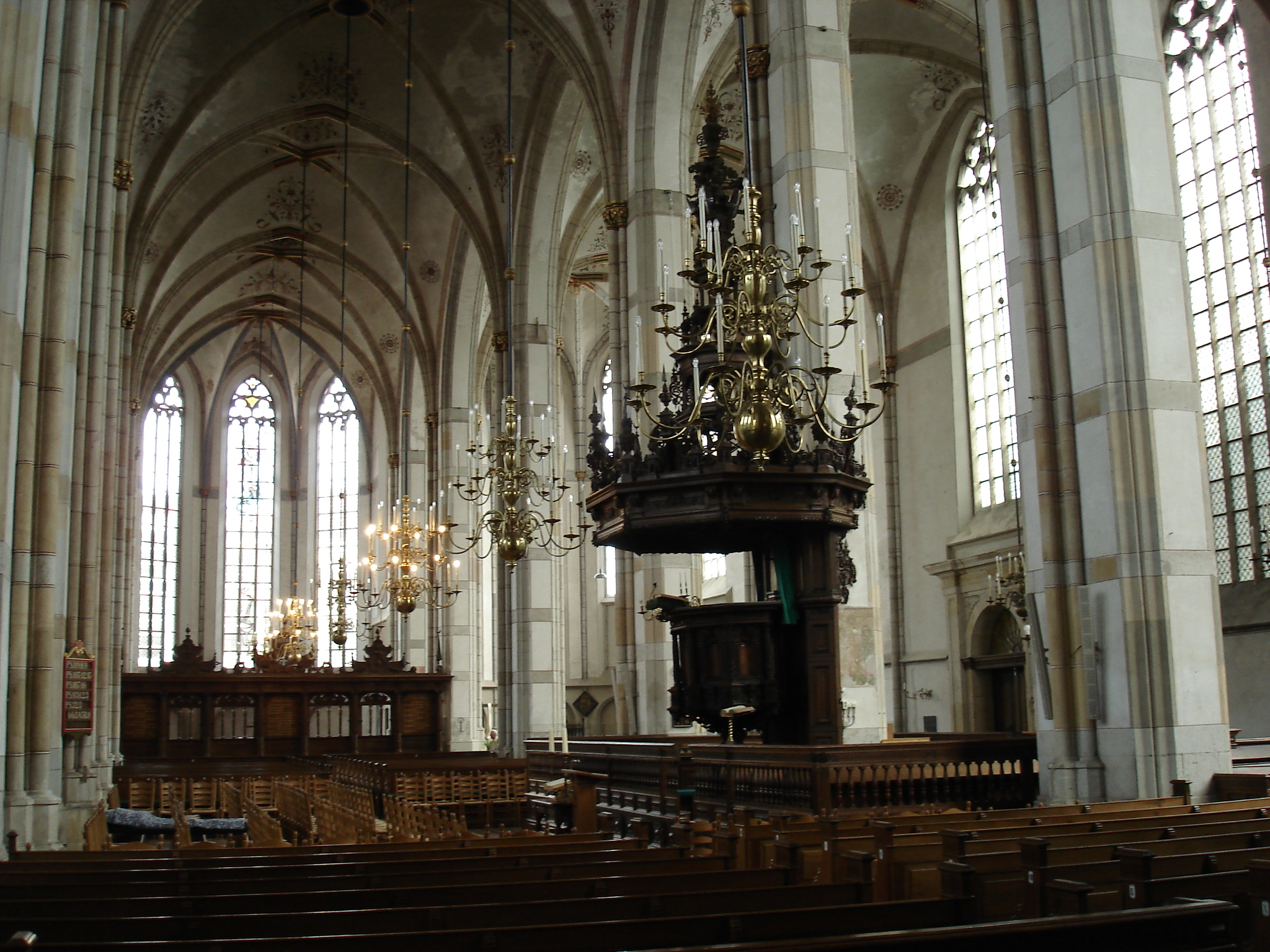
Interieur
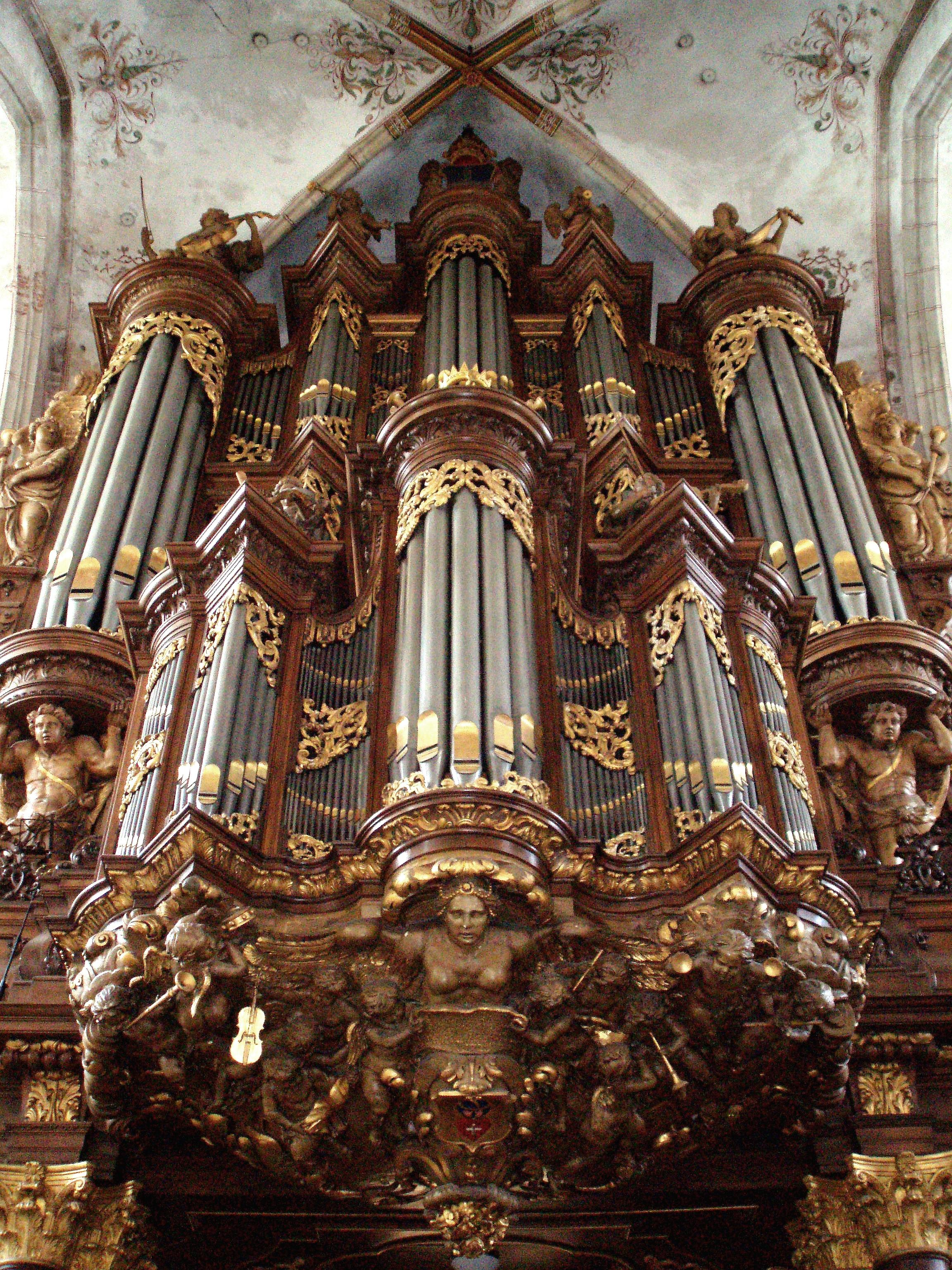
Schnitger-orgel
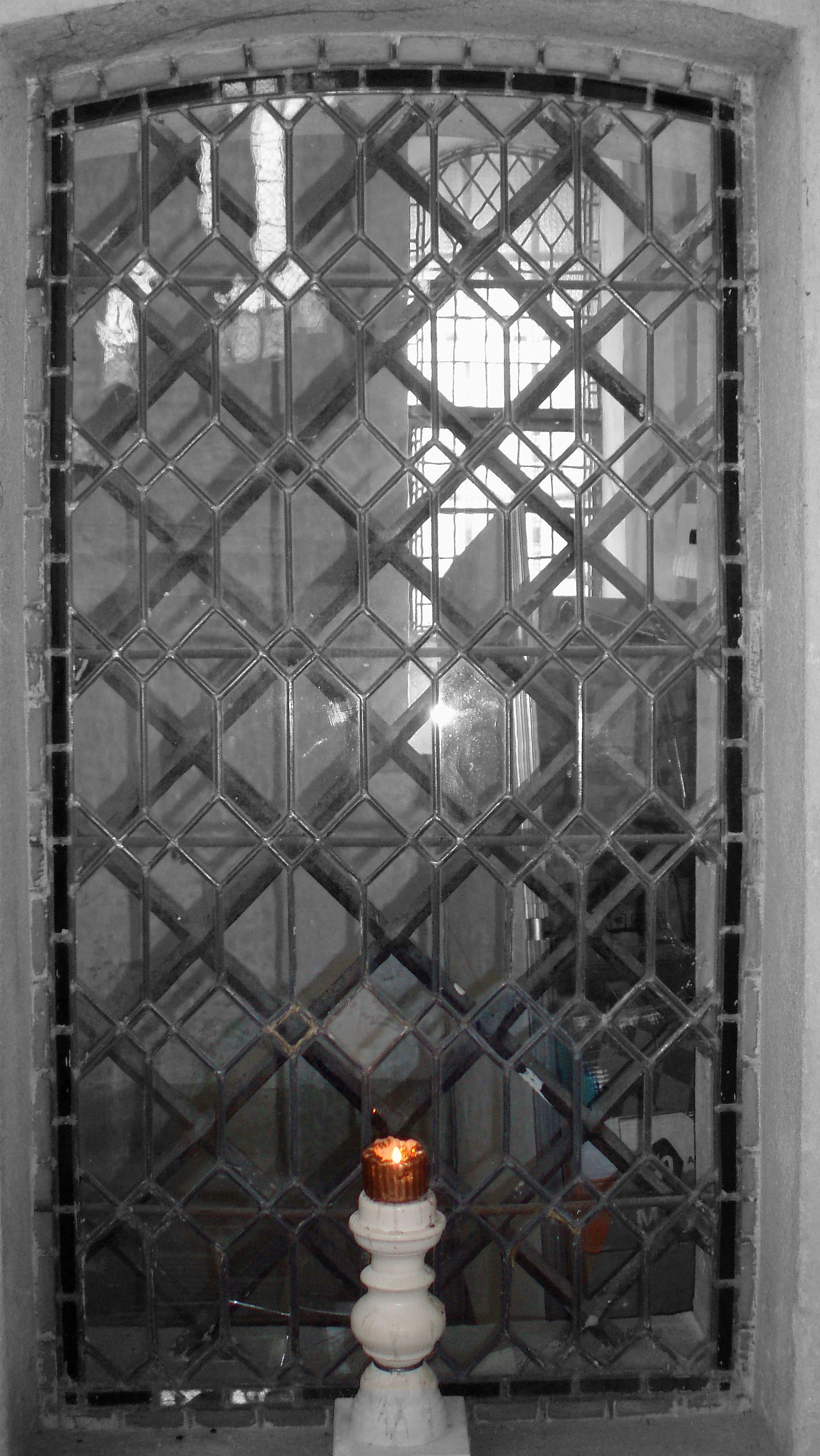
De Leprozenkapel
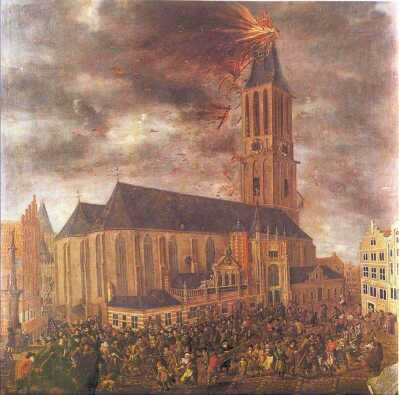
Schilderij dat de torenbrand verbeeldt
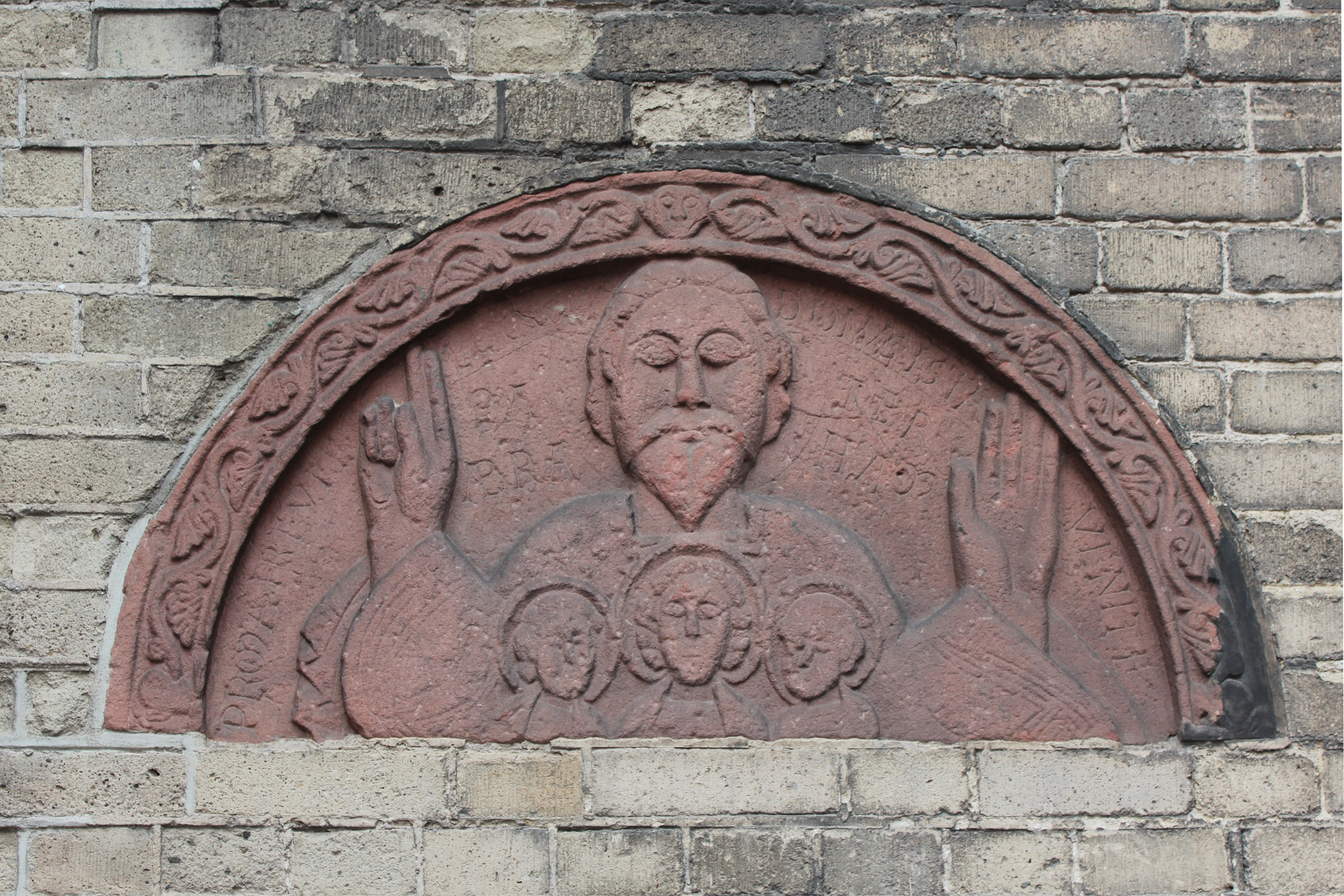
Romaans reliëf aan de Korte Ademhalingssteeg
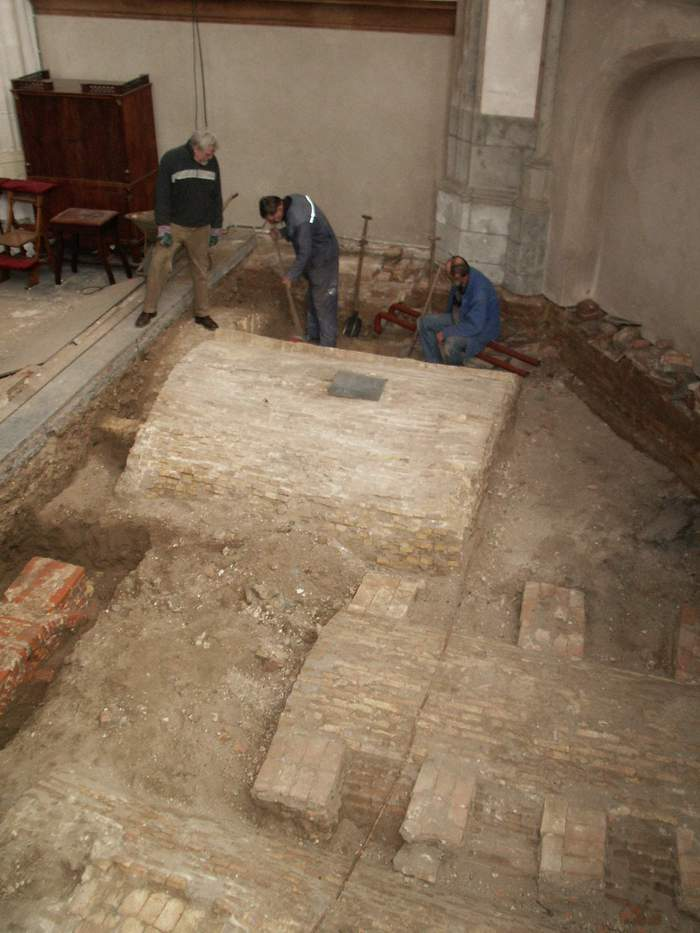
Het blootleggen van de grafkelders in 2005